# Beggars Banquet
För skivbolaget, se Beggars Banquet Records
Beggars Banquet är ett musikalbum av The Rolling Stones som släpptes i december 1968 på skivbolaget Decca. Det var deras elfte album och släpptes efter äventyret med psykedelisk musik på det förra albumet Their Satanic Majesties Request. Med Beggars Banquet återvände gruppen musikaliskt till sitt ursprung och låtarna är återigen R&B- och bluesinspirerade. 
Låten"Sympathy for the Devil" öppnar albumet och är troligtvis den mest kända från detta album. I låten tar Mick Jagger rollen som djävulen själv och framför en bild från hans sida att se saker och ting ur ett världshistoriskt perspektiv. På albumet finns också en av gruppens mest politiska låtar, "Street Fighting Man". Låten var albumets enda singel, och nådde plats 48 på Billboard Hot 100-listan. Att den inte nådde högre berodde på att den smått bojkottades av amerikansk radio på grund av texten. Dessa två låtar och "Stray Cat Blues" är rak rockmusik,  resten av albumet är mer bluesbaserat med rockinslag. Albumet kom att bli det sista där Brian Jones medverkade i större utsträckning. Han spelar bland annat slidegitarr på "No Expectations", munspel på "Dear Doctor", och mellotron på "Jigsaw Puzzle".
På de första utgåvorna av albumet stod inte Robert Wilkins med som upphovsman till låten "Prodigal Son", vilket rättades till på senare utgåvor av albumet.
Fodralet till skivan föreställde ursprungligen ett smutsigt och nerklottrat offentligt toalettutrymme. Både Decca i Europa och London Records i USA vägrade ge ut albumet med denna omslagsbild, vilket gjorde att albumet blev försenat flera månader då Rolling Stones ville ha denna bild. Gruppen gav dock med sig och skivan gavs istället ut med ett vitt omslag med en smal guldram där albumtiteln och gruppnamnet står med snirklig text på framsidan. Fodralet liknar ett inbjudningskort till en middagsbjudning. 1984 var första gången albumet officiellt gavs ut med originalomslaget, och de flesta nyutgåvor använder sedan dess det omslaget.

## Dokumentär
2010 gjordes en dokumentär om inspelningen av albumet i serien Classic Albums. Albumet medtogs i magasinet Rolling Stones lista The 500 Greatest Albums of All Time.

## Låtlista
Alla låtar är skrivna av Mick Jagger och Keith Richards om inget annat anges.
Sida ett
1. "Sympathy for the Devil" - 6:18
2. "No Expectations" - 3:56
3. "Dear Doctor" - 3:22
4. "Parachute Woman" - 2:20
5. "Jigsaw Puzzle" - 6:06

Sida två
1. "Street Fighting Man" - 3:16
2. "Prodigal Son" (Robert Wilkins) - 2:52
3. "Stray Cat Blues" - 4:37
4. "Factory Girl" - 2:09
5. "Salt of the Earth" - 4:47

## Listplaceringar
| Lista (1968-1969) | Position            |
| ----------------- | ------------------- |
| Danmark           | 6                   |
| Finland           | 4                   |
| Frankrike         | 1                   |
| Kanada            | 3 (RPM)             |
| Norge             | 2 (VG-lista)        |
| Storbritannien    | 3 (UK Albums Chart) |
| Sverige           | 16* (Kvällstoppen)  |
| USA               | 5 (Billboard 200)   |
| Västtyskland      | 8                   |